# IMP.
IMP. (en japonés: アイエムピー) es un de grupo masculino japonés de 7 miembros asociada con TOBE. Anteriormente fueron conocidos como IMPACTors, la banda se formó en 2020. Debutaron oficialmente el 17 de agosto de 2023 con el sencillo digital «CRUISIN’».
Los colores del grupo son negro y rosa magenta, y el "." (punto) al final del nombre del grupo está escrito en rosa, como por ejemplo "IMP. ".

## Historia
El 25 de mayo de 2023, los siete miembros que estaban activos como unidades/IMPACtors dentro de Johnny's Jr. abandonaron la oficina de Johnny's.
El 14 de julio, anunciaron en una transmisión en vivo de YouTube que se unirían a la compañía de entretenimiento "TOBE" fundada por Hideaki Takizawa y reiniciarían el grupo bajo el nombre de grupo "IMP". Al mismo tiempo, también se estableció un club de fans y se abrieron cuentas oficiales en Instagram y Twitter a las 8 pm. del mismo día.
Se anunció el 11 de agosto que el grupo debutaría simultáneamente en todo el mundo con el sencillo digital 'CRUISIN ' el 18 de agosto, y se lanzó un vídeo teaser a las 7 p. m. de ese día. El 12 de agosto, se decidió que el nombre de la fan fuera “PINKY”. El 16 de agosto inició la programación regular del grupo en YouTube, y fue actualizada todos los lunes y miércoles.
El vídeo musical de 'Cruisin' lanzado en YouTube registró 2,01 millones de reproducciones en un día de su lanzamiento y ocupó el segundo lugar en la categoría de música en la categoría de música de tendencia. Tuvo un buen comienzo al ocupar el primer lugar en el número de descargas en el ranking semanal de sencillos digitales (canciones individuales) de Oricon  y Billboard Japan Download Songs  como último ranking.
El 14 de septiembre, apareció en un anuncio por primera vez desde su debut en la campaña adidas 'SWITCH RUN' desarrollada por ABC-MART, y mostró su nueva canción 'SWITCHing' en una película web.
El 15 de septiembre lanzaron su segundo sencillo digital 'IMP', y el 13 de octubre lanzaron su tercer sencillo digital 'SWITCHing'.
8 de noviembre 'CRUISIN', 'IMP.' El primer CD sencillo del grupo, 'CRUISIN'/IMP, que contiene dos canciones. 'fue producido y lanzado exclusivamente en la tienda en línea de TOBE.
El 8 de diciembre lanzaron su cuarto sencillo digital "I Got It".
El 8 de marzo de 2024 se lanzó el quinto sencillo digital "FLOW". El primer sencillo "CRUISIN' / IMP." y el segundo sencillo "SWITCHing / I Got It" se lanzarán el 12 de marzo. Hasta ahora, la canción principal de cada sencillo se ha publicado en línea, pero esta es la primera vez que la canción complementaria se publica en línea.

## Miembros
Fuente 
| nombre                     | fecha de nacimiento                | tipo de sangre | Posición |
| -------------------------- | ---------------------------------- | -------------- | -------- |
| Arata Sato (佐藤新)        | 1 de septiembre de 2000 (23 años)  | Tipo O         | Centro   |
| Shunsuke Motoi (基俊介)    | 17 de octubre de 1996 (27 años)    | Tipo B         |          |
| Taiga Suzuki (鈴木大河)    | 29 de junio de 1998 (25 años)      | Tipo O         |          |
| Takuya Kageyama (影山拓也) | 11 de junio de 1997 (26 años)      | Tipo O         | Líder    |
| Minato Matsui (松井奏)     | 2 de septiembre de 2000 (23 años)  | Tipo O         |          |
| Yuki Yokohara (横原悠毅)   | 13 de septiembre de 1996 (27 años) | Tipo O         |          |
| Taiga Tsubaki (椿泰我)     | 10 de febrero de 1998 (25 años)    | Tipo O         |          |

## Discografía

### Sencillos

#### Sencillos en CD
El ranking representa el puesto más alto en el ranking semanal de sencillos (canción única) de Oricon según una encuesta de Oricon.
| # | Fecha de lanzamiento   | título               | forma                                              | Grupo de productos estándar | Discográfica | clasificación |
| - | ---------------------- | -------------------- | -------------------------------------------------- | --------------------------- | ------------ | ------------- |
| 1 | 8 de noviembre de 2023 | «CRUISIN’/IMP.»      | Primera producción edición limitada A (CD+Blu-ray) | TBCT0714X                   | TOBE MUSIC   |               |
| 1 | 8 de noviembre de 2023 | «CRUISIN’/IMP.»      | Primera producción edición limitada B (CD+Blu-ray) | TBCT0715X                   | TOBE MUSIC   |               |
| 1 | 8 de noviembre de 2023 | «CRUISIN’/IMP.»      | Edición regular (CD)                               | TBCT0716                    | TOBE MUSIC   |               |
| 2 | 21 de febrero de 2024  | «SWITCHing/I Got It» | Primera producción edición limitada A (CD+Blu-ray) | TBCT0720X                   | TOBE MUSIC   |               |
| 2 | 21 de febrero de 2024  | «SWITCHing/I Got It» | Primera producción edición limitada B (CD+Blu-ray) | TBCT0721X                   | TOBE MUSIC   |               |
| 2 | 21 de febrero de 2024  | «SWITCHing/I Got It» | Edición regular (CD)                               | TBCT0722                    | TOBE MUSIC   |               |

#### Sencillos de distribución limitada
La clasificación representa la clasificación más alta en la clasificación semanal de sencillos digitales (canción única) de Oricon según una encuesta de Oricon.
| # | fecha de pubicación      | título      | estándar         | clasificación | Discográfica | Álbum                   |
| - | ------------------------ | ----------- | ---------------- | ------------- | ------------ | ----------------------- |
| 1 | 18 de agosto de 2023     | «CRUISIN'»  | descarga digital | 1.º lugar     | TOBE MUSIC   | No incluido en el álbum |
| 2 | 15 de septiembre de 2023 | «IMP.»      | descarga digital | 2.º lugar     | TOBE MUSIC   | No incluido en el álbum |
| 3 | 13 de octubre de 2023    | «SWITCHing» | descarga digital | 2.º lugar     | TOBE MUSIC   | No incluido en el álbum |
| 4 | 8 de diciembre de 2023   | «I Got It»  | descarga digital |               | TOBE MUSIC   | No incluido en el álbum |
| 5 | 8 de marzo de 2024       | «FLOW»      | descarga digital |               | TOBE MUSIC   | No incluido en el álbum |

### Videos musicales
| año  | título      | enlace | director | nota |
| ---- | ----------- | ------ | -------- | ---- |
| 2023 | CRUISIN'    |        |          |      |
| 2023 | IMP.        |        |          |      |
| 2023 | SWITCHing   |        |          |      |
| 2023 | I Got It    |        |          |      |
| 2024 | FLOW        |        |          |      |
| 2024 | NINNIN JACK |        |          |      |